# روبرتا سيلفا
روبرتا سيلفا (بالإيطالية: Roberta Silva)‏ هي نحّاتة إيطالية، ولدت في 1971.